# Namikaze (tàu khu trục Nhật)
Namikaze (tiếng Nhật: 波風) là một tàu khu trục hạng nhất của Hải quân Đế quốc Nhật Bản được chế tạo ngay sau khi kết thúc Chiến tranh Thế giới thứ nhất, là chiếc thứ hai trong lớp phụ Nokaze bao gồm ba chiếc được cải tiến dựa trên lớp Minekaze. Chúng là những tàu khu trục hàng đầu của Hải quân Nhật trong những năm 1930, nhưng đã bị xem là lạc hậu vào lúc nổ ra Chiến tranh Thái Bình Dương, Namikaze hầu như chỉ đảm trách vai trò tuần tra và hộ tống cho đến khi được cải biến thành tàu chở ngư lôi cảm tử kaiten vào tháng 2 năm 1945. Nó sống sót qua cuộc chiến tranh, được trao cho Trung Hoa Dân Quốc như một chiến lợi phẩm vào năm 1947 và hoạt động cho Hải quân Trung Hoa Dân Quốc dưới tên gọi Shen Yang cho đến khi bị tháo dỡ vào năm 1960.

## Thiết kế và chế tạo
Việc chế tạo lớp tàu khu trục kích thước lớn Minekaze được chấp thuận như một phần trong Chương trình Hạm đội 8-4 của Hải quân Đế quốc Nhật Bản trong giai đoạn năm tài chính 1917 với chín chiếc, và năm tài chính 1918 với thêm sáu chiếc bổ sung. Tuy nhiên, ba chiếc cuối cùng trong năm tài chính 1918 được chế tạo với một thiết kế cải tiến có kiểu dáng bên ngoài khác biệt đến mức nhiều tác giả xếp chúng thành một lớp phụ riêng biệt.
Namikaze, chiếc thứ hai trong lớp phụ Nokaze, được chế tạo tại Xưởng hải quân Maizuru. Nó được đặt lườn vào ngày 7 tháng 11 năm 1921; được hạ thủy vào ngày 24 tháng 6 năm 1922; và được đưa ra hoạt động vào ngày 11 tháng 11 năm 1922.

## Lịch sử hoạt động
Sau khi hoàn tất, Namikaze được điều về Quân khu Hải quân Yokosuka, nơi nó cùng với các tàu khu trục chị em Nokaze, Numakaze và Kamikaze (soái hạm) được tập trung để hình thành nên Hải đội Khu trục 1 (第一駆逐艦). Trong những năm 1938-1939, hải đội này được phân công tuần tra tại khu vực bờ biển Bắc và Trung của Trung Quốc nhằm hỗ trợ cho những nỗ lực của quân Nhật trong cuộc Chiến tranh Trung-Nhật.
Vào lúc xảy ra cuộc tấn công Trân Châu Cảng, Namikaze  đặt căn cứ tại Quân khu Bảo vệ Ōminato về phía Bắc Nhật Bản, đảm trách nhiệm vụ tuần tra vùng biển ngoài khơi đảo Hokkaidō và quần đảo Kurile.
Trong khi diễn ra trận Midway vào tháng 5 năm 1942, Namikaze được phân về lực lượng dự trữ dành cho Chiến dịch quần đảo Aleut, nhưng đã không rời khỏi vùng biển nội địa Nhật Bản. Sau đó nó quay lại công tác tuần tra ngoài khơi Ōminato cho đến tháng 7 năm 1943, nơi mà khu vực tuần tra được mở rộng bao gồm hầu hết đảo Honshū về phía Nam đến tận vịnh Ise. Vào tháng 7, nó tạm thời được điều về Hạm đội 5 Hải quân Đế quốc Nhật Bản hỗ trợ cho việc triệt thoái lực lượng Nhật Bản khỏi Kiska, nhưng chỉ ở trong lực lượng dự bị. Nó bị hư hại nhẹ trong một vụ va chạm với tàu tuần tra duyên hải Manei Maru số 7 ở lối vào cảng Otaru, Hokkaidō vào ngày 6 tháng 11 năm 1943. Namikaze tiếp tục đặt căn cứ tại Ōminato đảm trách tuần tra và hộ tống vận tải tại vùng biển phía Bắc cho đến tháng 12 năm 1943.
Vào ngày 1 tháng 12 năm 1943, Namikaze được điều đến Moji để hộ tống một đoàn tàu vận tải đi đến Đông Dương thuộc Pháp. Nó quay trở lại Ōminato tiếp tục vai trò tuần tra tại Hokkaidō và Kurile từ tháng 3 năm 1944. Vào ngày 21 tháng 8 năm 1944, Namikaze trúng phải ngư lôi phóng từ tàu ngầm Mỹ USS Seal (SS-183) ở phía Bắc Iturup, làm hư hại nặng phần đuôi tàu, và phải được tàu khu trục Kamikaze kéo về Otaru để sửa chữa khẩn cấp. Sau đó nó được gửi đến Xưởng hải quân Maizuru để được cải biến thành một tàu chở ngư lôi cảm tử có người lái kaiten.
Công việc cải biến bao gồm việctháo dỡ ba trong số bốn tháp pháo chính cùng toàn bộ ống phóng ngư lôi. Nồi hơi thứ nhất cũng được tháo bỏ, giảm công suất động lực còn 25.000 mã lực (18,6 MW) và tốc độ tối đa còn 54,6 km/h (29,5 knot). Nó được bổ sung sáu khẩu pháo phòng không 25 mm Kiểu 96 và tám súng máy 13 mm phòng không. Đuôi tàu được cải biến với một sàn tàu dốc, và nó có thể mang theo từ hai đến bốn ngư lôi kaiten.
Sau khi hoàn tất việc tái trang bị vào ngày 1 tháng 2 năm 1945, Namikaze được điều về Hạm đội Liên Hợp, nhưng không có ghi nhận nào về việc Namikaze từng phóng ngư lôi kaiten trong chiến đấu. Từ ngày 16 tháng 6 năm 1945, Namikaze đặt căn cứ tại Ube trong vùng biển Nội địa, hoạt động chủ yếu như một tàu quét mìn tìm kiếm số thủy lôi do máy bay B-29 Superfortress thả xuống. Nó có mặt tại Căn cứ Hải quân Kure vào lúc Nhật Bản đầu hàng.
Namikaze được chính thức rút khỏi danh sách Đăng bạ Hải quân vào ngày 5 tháng 10 năm 1945. Tuy nhiên, sau khi giải giới, nó được sử dụng vào việc hồi hương binh lính Nhật Bản còn đang trú đóng ở nước ngoài, và đảm trách vai trò này từ ngày 1 tháng 12 năm 1945 cho đến năm 1947.

### Phục vụ cùng Trung Hoa Dân Quốc
Vào ngày 3 tháng 10 năm 1947, Namikaze được chuyển cho Trung Hoa Dân Quốc như một chiến lợi phẩm và được đặt lại lên là Shen Yang. Shen Yang đặt căn cứ tại Thanh Đảo từ năm 1947 chho đến khi hải cảng tại thành phố này rơi vào tay lực lượng công sản trong cuộc Nội chiến Trung Quốc. Nó tiếp tục được Hải quân Trung Hoa Dân Quốc sử dụng từ các căn cứ tại Đài Loan cho đế khi bị tháo dỡ vào năm 1960.

## Danh sách thuyền trưởng
- Thiếu tá Toshio Tajiri (sĩ quan trang bị trưởng): 20 tháng 7 năm 1922 - 1 tháng 12 năm 1922 (thăng Trung tá 1 tháng 12 năm 1922)
- Trung tá Toshio Tajiri: 1 tháng 12 năm 1922 - 1 tháng 12 năm 1923
- Thiếu tá Shichiro Kurata: 1 tháng 12 năm 1923 - 1 tháng 12 năm 1924 (thăng Trung tá)
- Thiếu tá Keijiro Goga: 1 tháng 12 năm 1924 - 1 tháng 12 năm 1925
- Thiếu tá Toraji Hidai: 1 tháng 12 năm 1925 - 1 tháng 3 năm 1928
- Trung tá Tetsuri Kobayashi: 1 tháng 3 năm 1928 - 10 tháng 12 năm 1928
- Thiếu tá Shichiro Ikeda: 10 tháng 12 năm 1928 - 30 tháng 11 năm 1929
- Thiếu tá Ichizou Hasebe: 30 tháng 11 năm 1929 - 15 tháng 11 năm 1930
- Thiếu tá Sentaro Omori: 15 tháng 11 năm 1930 - 1 tháng 12 năm 1931 (thăng Trung tá 1 tháng 12 năm 1930)
- Thiếu tá Keizo Komura: 1 tháng 12 năm 1931 - 1 tháng 4 năm 1932
- Thiếu tá Shiro Shibuya: 1 tháng 4 năm 1932 - 1 tháng 11 năm 1933
- Thiếu tá Masuhide Setoyama: 1 tháng 11 năm 1933 - 15 tháng 11 năm 1934
- Thiếu tá Yusuke Yamada: 15 tháng 11 năm 1934 - 1 tháng 12 năm 1936
- Thiếu tá Yozo Okada: 1 tháng 12 năm 1936 - 2 tháng 2 năm 1939
- Thiếu tá Kanji Yano: 2 tháng 2 năm 1939 - 3 tháng 2 năm 1940
- Thiếu tá Hajime Takeuchi: 3 tháng 2 năm 1940 - 15 tháng 10 năm 1940
- Thiếu tá Toshio Hirayama: 15 tháng 10 năm 1940 - 20 tháng 9 năm 1941
- Thiếu tá Masaaki Hirata: 20 tháng 9 năm 1941 - 20 tháng 11 năm 1942 (thăng Thiếu tá 15 tháng 10 năm 1941)
- Thiếu tá Kotarou Nakao: 20 tháng 11 năm 1942  - 25 tháng 10 năm 1943
- Thiếu tá Isamu Ishido: 25 tháng 10 năm 1943  - 15 tháng 8 năm 1945